# Кіддермінстер Гарріерз
«Кіддермі́нстер Га́рріерз» (англ. «Kidderminster Harriers Football Club») — англійський футбольний клуб з Кіддермінстера, графство Вустершир. Заснований 1886 року, домашній стадіон — «Аггборо».

## Досягнення
- Чемпіон Національної Конференції: 1994, 2000
- Володар Трофею Футбольної Асоціації: 1987
- Володар Кубка Футбольної Конференції: 1997